# Tōmei na Iro
Albums de Nogizaka46
Sorezore no Isu
(25 mai 2016)
Singles
1. Guru Guru Curtain
Sortie : 22 février 2012
2. Oide Shampoo
Sortie : 2 mai 2012
3. Hashire! Bicycle
Sortie : 22 août 2012
4. Seifuku no Mannequin
Sortie : 19 décembre 2012
5. Kimi no Na wa Kibō
Sortie : 13 mars 2013
6. Girl's Rule
Sortie : 3 juillet 2013
7. Barrette
Sortie : 27 novembre 2013
8. Kizuitara Kataomoi
Sortie : 2 avril 2014
9. Natsu no Free & Easy
Sortie : 9 juillet 2014
10. Nandome no Aozora ka?
Sortie : 8 octobre 2014

Tōmei na Iro (透明な色, trad. « Couleur transparente ») est le premier album studio du groupe d'idoles japonais Nogizaka46 sorti le 7 janvier 2015.

## Détails de l'album
Après plusieurs singles sortis depuis la création du groupe, ce dernier dévoile son tout premier album le 7 janvier 2015 sur le label Sony Music Japan en plusieurs éditions : édition régulière (un CD seulement), une édition limitée notée A (un CD avec un DVD en supplément) et une édition notée B (2CD). Il est produit par le fondateur du groupe Yasushi Akimoto (aussi fondateur de son groupe rival AKB48) et cet album atteint directement la 1re place du classement hebdomadaire des ventes de l'Oricon et se vend à 222 000 exemplaires durant la première semaine. Dans le même temps, le quatrième album original de AKB48, Koko ga Rhodes da, Koko de tobe!, sort fin janvier, auquel des membres de Nogizaka46 ont brièvement participé.
Cet album inclut les dix premiers singles du groupe et comporte également des chansons inédites interprétées par des membres en solo, par ceux d'un nombre limité (un groupe spécial comme ici Kojizaka46 ; union entre un des membres du groupe rival AKB48, Haruna Kojima, et quelques-uns de Nogizaka46) et par la Team Kenkyūsei du groupe (équipes de stagiaires). Les cinq premiers singles sont interprétés par les membres de la 1re génération avant l'intégration effective de ceux de la 2e génération en février 2013.
L’édition Type A, qui est l'édition limitée de l'album, est accompagnée d’un DVD supplémentaire comprenant une vidéo d'un concert de la première tournée de Nogizaka46 Manatsu no Zenkoku Tour 2013 Final! qui s’est déroulé au Yoyogi National Gymnasium le 6 octobre 2013. L'édition Type B est accompagné d'un deuxième CD contenant dix chansons sélectionnées par les fans parmi les faces B des singles du groupe. Les résultats du vote sont annoncés au cours d'un concert en décembre 2014.

## Membres sélectionnés pour certaines chansons
- Interprètes de la chanson Kakumei no Uma
  - 1re générat° : Manatsu Akimoto, Mai Shiraishi, Kazumi Takayama, Nanami Hashimoto, Mai Fukagawa, Sayuri Matsumura

- Interprètes de la chanson Boku ga Iru Basho
  - 1re générat° : Erika Ikuta, Mai Shiraishi, Nanase Nishino, Nanami Hashimoto, Sayuri Matsumura, Rina Ikoma, Manatsu Akimoto, Mai Fukagawa, Reika Sakurai, Yumi Wakatsuki, Misa Eto, Kazumi Takayama, Manami Hoshino, Chiharu Saitō
  - 2e générat° : Miona Hori
  - Membre Kennin : Rena Matsui (SKE48 Team E)

- Interprètes de la chanson Danke Shön
  - 1re générat° : Erika Ikuta, Rina Ikoma (AKB48 Team B), Reika Sakurai, Nanase Nishino, Mai Fukagawa, Sayuri Matsumura, Yumi Wakatsuki
  - 2e générat° : Miona Hori

- Interprètes de la chanson 13-nichi no Kinyōbi
  - 1re générat° : Mikumo Ando, Rena Ichiki, Marika Itō, Eto Misa, Yukina Kashiwa, Hina Kawago, Kawamura Mahiro, Asuka Saitō, Chiharu Saitō, Yuri Saitō, Himeka Nakamoto, Ami Nōjo, Seira Hatanaka, Hina Higuchi, Seira Miyazawa, Rina Yamato, Maaya Wada

- Interprètes de Keisha Suru
- Artiste : Kojizaka46 (こじ坂46) : 
  - Team A : Haruna Kojima (AKB48)
  - Nogizaka46 : Junna Itō, Hina Kawago, Mahiro Kawamura, Yūri Saitō, Iori Sagara, Kotoko Sasaki, Ayane Suzuki, Ranze Terada, Kana Nakada, Seira Nagashima, Ami Nōjo, Rena Yamazaki, Miria Watanabe, Maaya Wada, Rina Ikoma (AKB48 Team B)

- Interprètes de Jiyū no Kanata
  - 1re générat° : Marika Itō, Sayuri Inoue, Hina Kawago, Mahiro Kawamura, Asuka Saitō, Yūri Saitō, Kana Nakada, Seira Nagashima, Himeka Nakamoto, Ami Nōjo, Seira Hatanaka, Hina Higuchi, Rina Yamato, Maaya Wada
  - 2e générat° : Karin Itō, Kitano Hinako, Shinuchi Mai, Sagara Iori
  - Kenkyūsei : Junna Itō, Kotoko Sasaki, Ayane Suzuki, Ranze Terada, Rena Yamazaki, Miria Watanabe

## Liste des titres
| 1.  | Overture                                          |                                                                  | 1:16 |
| 2.  | Guru Guru Curtain (ぐるぐるカーテン)              | 1re single                                                       | 4:02 |
| 3.  | Oide Shampoo (おいでシャンプー)                   | 2e single                                                        | 4:08 |
| 4.  | Hashire! Bicycle (走れ! Bicycle)                  | 3e single                                                        | 3:42 |
| 5.  | Seifuku no Mannequin (制服のマネキン)             | 4e single                                                        | 4:23 |
| 6.  | Kimi no Na wa Kibō (君の名は希望)                 | 5e single                                                        | 4:25 |
| 7.  | Girl’s Rule (ガールズルール)                      | 6e single                                                        | 4:45 |
| 8.  | Barrette (バレッタ)                               | 7e single                                                        | 4:19 |
| 9.  | Kizuitara Kataomoi (気づいたら片思い)             | 8e single                                                        | 4:14 |
| 10. | Natsu no Free & Easy (夏のFree&Easy)              | 9e single                                                        | 5:02 |
| 11. | Nandome no Aozora ka? (何度目の青空か？)          | 10e single                                                       | 4:49 |
| 12. | Dareka wa Mikata (誰かは味方)                     | nouvelle chanson ; par Misa Eto, Reika Sakurai et Yumi Wakatsuki | 4:58 |
| 13. | Kakumei no Uma (革命の馬)                         | nouvelle chanson                                                 | 4:13 |
| 14. | Boku ga Iru Basho (僕がいる場所)                  | nouvelle chanson                                                 | 5:03 |
| 15. | Anata no Tame ni Hikitai (あなたのために弾きたい) | nouvelle chanson ; par Erika Ikuta                               | 3:45 |

- 1~10 Kyokumoku wa "Merry X'mas Show 2014" Nite Happyō (1～10曲目は「Merry X'mas Show 2014」にて発表)

| 1.  | Hoka no Hoshi Kara (他の星から)                                     | face B du 6e single (Type B)                                     | 4:09 |
| 2.  | Watashi no Tame ni Dareka no Tame ni (私のために 誰かのために)      | face B du 7e single (Type A)                                     | 5:14 |
| 3.  | Sekkachi na Katatsumuri (せっかちなかたつむり)                      | face B du 3e single (Type A)                                     | 5:07 |
| 4.  | Namida ga Mada Kanashimi Datta Koro (涙がまだ悲しみだった頃)        | face B du 3e single (Type A)                                     | 4:19 |
| 5.  | Muguchi na Lion (無口なライオン)                                    | face B du 9e single (Type D)                                     | 4:24 |
| 6.  | Sekai de Ichiban Kodoku na Lover (世界で一番孤独なLover)            | face B du 6e single (Type A)                                     | 3:38 |
| 7.  | Ano Hi Boku wa Tossa ni Uso wo Tsuita (あの日 僕は咄嗟に嘘をついた) | face B du 10e single (Type C)                                    | 4:13 |
| 8.  | 13-nichi no Kinyōbi (13日の金曜日)                                  | face B du 5e single (Type B)                                     | 3:42 |
| 9.  | Ushinaitakunai Kara (失いたくないから)                              | face B du 1er single (Type C)                                    | 4:18 |
| 10. | Danke Schön (ダンケシェーン)                                        | face B du 8e single (Type T) ; par quelques membres              | 3:37 |
| 11. | Keisha Suru (傾斜する)                                              | nouvelle chanson ; par Kojizaka46                                | 4:36 |
| 12. | Nazo no Rakugaki (なぞの落書き)                                     | nouvelle chanson ; par Minami Hoshino, Asuka Saitō et Miona Hori | 4:30 |
| 13. | Jiyū no Kanata (自由の彼方)                                         | nouvelle chanson                                                 | 5:01 |
| 14. | Hitori Yogari (ひとりよがり)                                        | nouvelle chanson ; par Nanase Nishino                            | 5:19 |

| 1. | « Manatsu no Zenkoku Tour 2013 Final! » @ Yoyogi National Gymnasium (2013.10.6) Digest Video (« 真夏の全国ツアー2013 Final！ »＠代々木第一体育馆（2013.10.6）ダイジェスト映像収录) |  |